# Lepidochelys kempii
La tortuga lora, tortuga cotorra, o tortuga bastarda (Lepidochelys kempii) es una especie de tortuga marina americana de la familia Cheloniidae. Mide hasta 90 cm y pesa hasta 45 kg. Se alimenta de moluscos, crustáceos, medusas, algas y erizos de mar. Vive en el Océano Atlántico desde Terranova hasta Venezuela, encontrándose por todo el Caribe y el Golfo de México. Es la tortuga marina con distribución más restringida. Su área de anidación está restringida a partes del oeste del Golfo de México en México y Texas.

## Características
La tortuga lora es una pequeña tortuga marina, llega a la madurez sexual a los 61-91 cm de largo y a una media de peso de sólo 45 kg. Como es típico de las tortugas marinas, tiene un cuerpo dorsoventralmente con depresión especialmente adaptadas como aletas enfrente de las extremidades. Igual que otras tortugas marinas posee un pico córneo.
Estas tortugas cambian de color a medida que maduran. Las crías son casi en su totalidad de color gris oscuro o negro, pero los adultos maduros tienen un peto amarillo-verde o blanco y un caparazón de color gris verdoso. Llegan a la madurez sexual a la edad de 14-15 años.

## Alimentación
La tortuga lora se alimenta de moluscos, crustáceos, medusas, algas y erizos de mar. Las tortugas jóvenes tienden a vivir en zonas flotantes de algas sus primeros años. A continuación, se extienden entre el noroeste de las aguas del Atlántico y el Golfo de México durante su crecimiento hacia la madurez sexual.

## Reproducción
La temporada de reproducción de estas tortugas va de abril a agosto. Hacen sus nidos principalmente en el estado mexicano de Tamaulipas, pero a veces en el estado de Texas. Se aparean en alta mar, y las hembras llegan masivamente a la playa para desovar en grupos numerosos. Ellas prefieren hacer sus nidos a media playa para hacer la puesta. El número estimado de hembras anidando en 1947 era de 89 000, pero se redujo a un estimado de 7702 en 1985.
Las hembras desovan tres veces durante una temporada, manteniendo 10-28 días entre las puestas. La incubación dura de 45 a 70 días. Hay, de promedio, alrededor de 110 huevos por puesta. El sexo de las crías se decide por la temperatura durante el incubación. Si la temperatura está por debajo de 29,5 °C la descendencia será mayoritariamente masculina, y si está por encima predominarán las hembras.